# Sternoharpya stictica
Sternoharpya stictica – gatunek chrząszcza z rodziny kózkowatych i podrodziny zgrzypikowych. Jedyny przedstawiciel rodzaju Sternoharpya.

## Zasięg występowania
Afryka Środkowa, występuje w Kamerunie, Republice Środkowoafrykańskiej, Demokratycznej Republice Konga, oraz w Kongu.